# Embuscade de Galachki
Seconde guerre de Tchétchénie
L'embuscade de Galashki a eu lieu le 11 mai 2000, lorsque les militants séparatistes du groupe de Shamil Basayev, dirigé par Ruslan Khuchbarov, originaire de Galashki, ont attaqué et détruit un convoi des forces paramilitaires du ministère russe de l'Intérieur dans la République d'Ingouchie. Il s'agit du premier acte de violence majeur lié à la Seconde guerre tchétchène en Ingouchie et du premier raid rebelle majeur en dehors de la Tchétchénie voisine depuis le début de la guerre en 1999.

## Bataille
Selon des sources russes, dans le convoi se trouvaient 22 militaires des troupes intérieures du territoire de l'Altaï, qui revenaient à bord de deux camions militaires à Vladikavkaz, capitale de la République d'Ossétie du Nord-Alanie, après avoir effectué une période de service en Ingouchie. Vers minuit, sur une autoroute près du village de Galashki, un groupe de rebelles situés dans les bois surplombant la route a soudainement ouvert le feu sur eux avec des lance-grenades et des mitrailleuses (certaines sources mentionnent également des tirs de mortiers et de snipers), neutralisant le premier camion puis anéantissant rapidement le reste du convoi. À la suite de leur attaque, les rebelles ont réussi à prendre la fuite et ont disparu dans la forêt près du village de Bamut en Tchétchénie,,.

## Conséquences
Selon le site séparatiste tchétchène Kavkaz Center, trois camions lourds et deux véhicules blindés BTR ont été détruits, tandis que "pas moins de 40" soldats russes ont été tués par une unité non précisée de combattants du Front sud-ouest des forces armées de la République tchétchène de Ichkérie.